# Marcelle de Manziarly
Marcelle de Manziarly (Khàrkiv, Ucraïna, 13 de setembre de 1899 - Ojai, Califòrnia, EUA, 12 de maig de 1989) fou una pianista, professora de música, directora d'orquestra i compositora francesa.

## Biografia
Marcelle de Manziarly va néixer a Khàrkiv, Ucraïna, i va estudiar a París amb Nadia Boulanger. Als 23 anys, va compondre ja dues obres madures. Va estudia a continuació direcció d'orquestra amb Félix Weingartner a Bâle i piano amb Isabelle Vengerova a Nova York. Marcelle de Manziarly va donar classes i va fer concerts tant a Europa com als Estats Units d'Amèrica.
Aaron Copland li va dedicar la seva cançó "Heart, We Will Forget Him".
Mor a l'edat de 90 anys a Ojai (Califòrnia).

## Obres
- Sis Estudis (per a piano)
- Tres Imatges Esclaves
- Impressions de mar
- Sonata per a Nostra Senyora de París, per a orquestra
- Sonata per a dos pianos
- Música per a orquestra
- Trilogia
- Incidències
- La Cigala i la Formiga (de les Tres Faules de La Fontaine) (Text: Jean de La Fontaine) (1935)
- La granota que vol fer-se tan grossa com el bou (de les Tres Faules de La Fontaine) (Text: Jean de La Fontaine) (1935)
- L'ocell beneït d'una fletxa (de les Tres Faules de La Fontaine) (Text: Jean de La Fontaine) (1935)
- El Cigne i el cuiner (text de Jean de La Fontaine) per a quartet vocal mixt i piano (1959)
- Tres Sonets de Petrarca per a baríton i piano (Textos: Petrarca) (1958 a 1960)